# Alhagie Jawara
Alhagie Jawara ist ein gambischer Politiker.

## Leben
| Parlamentswahl | Stimmen | Stimmanteil |
| -------------- | ------- | ----------- |
| 2017           | 3.177   | 62,36 %     |

Alhagie Jawara trat bei der Wahl zum Parlament 2017 als Kandidat der United Democratic Party (UDP) im Wahlkreis Lower Baddibu in der Kerewan Administrative Region an. Mit 62,36 % konnte er den Wahlkreis vor Mamud B. J. Touray (GDC) und Bubacarr Makalo (NRP) für sich gewinnen.
Im November 2019 entließ die UDP acht im Parlament vertretende Parteimitglieder aus ihrer Partei. Das informierte Parlament stuft die Parlamentarier von nun an, darunter auch Jawara, als unabhängige Abgeordnete ein. Ihnen wurde ihre Loyalität zu dem ehemaligen UDP-Mitglied und Präsidenten Adama Barrow vorgeworfen.
Bei den Parlamentswahlen 2022 trat Jawara erneut im Wahlkreis Lower Baddibu an, dieses Mal für die National People’s Party (NPP). Er verlor mit 2775 Stimmen (43,50 %) gegen den UDP-Kandidaten Kemo Gassama (* 1975), der 2894 Stimmen (45,37 %) erhielt.
Adama Barrow wies Jawara im August 2022 dem Auswärtigen Dienst zu. Er wurde zum Ersten Sekretär (First Secretary) an der gambischen Botschaft in Riad, Saudi-Arabien, ernannt.